# 2017-es férfi vízilabda-világbajnokság
A 2017-es férfi vízilabda-világbajnokságot Magyarországon, Budapesten rendezték július 17. és 29. között. A címvédő a szerb válogatott volt. A vb-t Horvátország nyerte, Magyarország ezüstérmes lett.

## Helyszín
A világbajnokság mérkőzéseit a Hajós Alfréd Nemzeti Sportuszodában rendezték:
| Hajós Alfréd Nemzeti Sportuszoda |
| Férőhely: 8000                   |
|                                  |

## Részt vevő csapatok
A következő csapatok vesznek részt a 2017-es férfi vízilabda-világbajnokságon:
| Esemény                                  | Helyszín            | Kvóta | Csapat                                                |
| ---------------------------------------- | ------------------- | ----- | ----------------------------------------------------- |
| Rendező                                  | -                   | 1     | Magyarország                                          |
| 2016-os férfi vízilabda-világliga        | 2016. június 26.    | 2     | Szerbia · Egyesült Államok                            |
| 2016. évi nyári olimpiai játékok         | 2016. augusztus 20. | 4     | Horvátország · Olaszország · Montenegró · Görögország |
| 2016-os férfi vízilabda-Európa-bajnokság | 2016. január 21.    | 3     | Spanyolország · Oroszország · Franciaország           |
| Ázsia                                    |                     | 2     | Japán · Kazahsztán                                    |
| Afrika                                   |                     | 1     | Dél-afrikai Köztársaság                               |
| Óceánia                                  |                     | 1     | Ausztrália                                            |
| Amerikai vb selejtező                    | 2017. február 11.   | 2     | Brazília · Kanada                                     |

## Sorsolás
A 16 csapatot a sorsoláshoz négy kalapba sorolták. A sorsolás 2017. február 24-én volt Budapesten a Sofitel Hotelben. A sorolást Szívós István, Kiss Szofi, Szalkay Orsolya, Vári Attila, Madaras Norbert, Kormos Villő, Drávucz Rita és  Gyurta Dániel végezte el.
| 1. kalap                                          | 2. kalap                                                 | 3. kalap                                          | 4. kalap                                                     |
| ------------------------------------------------- | -------------------------------------------------------- | ------------------------------------------------- | ------------------------------------------------------------ |
| Szerbia · Horvátország · Olaszország · Montenegró | Egyesült Államok · Magyarország · Brazília · Görögország | Kanada · Spanyolország · Oroszország · Ausztrália | Dél-afrikai Köztársaság · Japán · Kazahsztán · Franciaország |

## Lebonyolítás
A vb-n 16 ország válogatottja vett részt. A csapatokat 4 darab 4 csapatból álló csoportokba sorsolták. A csoportmérkőzések után a negyedik helyezettek a 13–16. helyért játszottak. Az első helyezettek közvetlenül az negyeddöntőbe, a második és harmadik helyezettek a nyolcaddöntőbe jutottak. A negyeddöntőtől egyenes kieséses rendszerben folytatódott a világbajnokság.

## Csoportkör

### A csoport
| Hely. | Csapat     | M | Gy | D | V | G+ | G– | Gk  | P | Továbbjutás                |
| ----- | ---------- | - | -- | - | - | -- | -- | --- | - | -------------------------- |
| 1.    | Montenegró | 3 | 2  | 1 | 0 | 35 | 18 | +17 | 5 | Továbbjut a negyeddöntőbe  |
| 2.    | Brazília   | 3 | 1  | 1 | 1 | 17 | 22 | −5  | 3 | Továbbjut a nyolcaddöntőbe |
| 3.    | Kazahsztán | 3 | 1  | 0 | 2 | 17 | 28 | −11 | 2 | Továbbjut a nyolcaddöntőbe |
| 4.    | Kanada     | 3 | 0  | 2 | 1 | 23 | 24 | −1  | 2 |                            |

| 2017. július 17. 9:30 | Brazília             | 6–2         | Kazahsztán             | Hajós Alfréd Nemzeti Sportuszoda, Budapest Játékvezetők: Matan Schwartz (ISR), Kadzsivara Joszuke (JPN) |
| 2017. július 17. 9:30 | (1–1, 0–1, 3–0, 2–0) |             |                        | Hajós Alfréd Nemzeti Sportuszoda, Budapest Játékvezetők: Matan Schwartz (ISR), Kadzsivara Joszuke (JPN) |
| 2017. július 17. 9:30 | G. Guimarães 4       | Jegyzőkönyv | Ukumanov, Turlihanov 1 | Hajós Alfréd Nemzeti Sportuszoda, Budapest Játékvezetők: Matan Schwartz (ISR), Kadzsivara Joszuke (JPN) |

| 2017. július 17. 10:50 | Montenegró           | 8–8         | Kanada          | Hajós Alfréd Nemzeti Sportuszoda, Budapest Játékvezetők: Georgiosz Stavridisz (GRE), Francesc Buch (ESP) |
| 2017. július 17. 10:50 | (3–1, 2–2, 1–1, 2–4) |             |                 | Hajós Alfréd Nemzeti Sportuszoda, Budapest Játékvezetők: Georgiosz Stavridisz (GRE), Francesc Buch (ESP) |
| 2017. július 17. 10:50 | Petković 3           | Jegyzőkönyv | három játékos 2 | Hajós Alfréd Nemzeti Sportuszoda, Budapest Játékvezetők: Georgiosz Stavridisz (GRE), Francesc Buch (ESP) |

| 2017. július 19. 18:50 | Kanada               | 9–10        | Kazahsztán            | Hajós Alfréd Nemzeti Sportuszoda, Budapest Játékvezetők: Georgiosz Sztavridisz (GRE), Nader Ghafouri (IRI) |
| 2017. július 19. 18:50 | (2–2, 3–3, 3–2, 1–3) |             |                       | Hajós Alfréd Nemzeti Sportuszoda, Budapest Játékvezetők: Georgiosz Sztavridisz (GRE), Nader Ghafouri (IRI) |
| 2017. július 19. 18:50 | Thumwood 4           | Jegyzőkönyv | Medvegyev, Ukumanov 4 | Hajós Alfréd Nemzeti Sportuszoda, Budapest Játékvezetők: Georgiosz Sztavridisz (GRE), Nader Ghafouri (IRI) |

| 2017. július 19. 21:30 | Brazília             | 5–14        | Montenegró   | Hajós Alfréd Nemzeti Sportuszoda, Budapest Játékvezetők: Dion Willis (RSA), Kadzsivara Joszuke (JPN) |
| 2017. július 19. 21:30 | (0–4, 2–3, 2–4, 1–3) |             |              | Hajós Alfréd Nemzeti Sportuszoda, Budapest Játékvezetők: Dion Willis (RSA), Kadzsivara Joszuke (JPN) |
| 2017. július 19. 21:30 | G. Guimarães 2       | Jegyzőkönyv | A. Radović 3 | Hajós Alfréd Nemzeti Sportuszoda, Budapest Játékvezetők: Dion Willis (RSA), Kadzsivara Joszuke (JPN) |

| 2017. július 21. 17:30 | Brazília             | 6–6         | Kanada        | Hajós Alfréd Nemzeti Sportuszoda, Budapest Játékvezetők: Andrej Franulović (CRO), Dion Willis (RSA) |
| 2017. július 21. 17:30 | (1–2, 3–2, 1–2, 1–0) |             |               | Hajós Alfréd Nemzeti Sportuszoda, Budapest Játékvezetők: Andrej Franulović (CRO), Dion Willis (RSA) |
| 2017. július 21. 17:30 | Coutinho 2           | Jegyzőkönyv | hat játékos 1 | Hajós Alfréd Nemzeti Sportuszoda, Budapest Játékvezetők: Andrej Franulović (CRO), Dion Willis (RSA) |

| 2017. július 21. 18:50 | Montenegró           | 13–5        | Kazahsztán | Hajós Alfréd Nemzeti Sportuszoda, Budapest Játékvezetők: Georgiosz Sztavridisz (GRE), Steven Rotsart (USA) |
| 2017. július 21. 18:50 | (2–0, 4–0, 3–2, 4–3) |             |            | Hajós Alfréd Nemzeti Sportuszoda, Budapest Játékvezetők: Georgiosz Sztavridisz (GRE), Steven Rotsart (USA) |
| 2017. július 21. 18:50 | Čučković 4           | Jegyzőkönyv | Ukumanov 2 | Hajós Alfréd Nemzeti Sportuszoda, Budapest Játékvezetők: Georgiosz Sztavridisz (GRE), Steven Rotsart (USA) |

### B csoport
| Hely. | Csapat           | M | Gy | D | V | G+ | G– | Gk  | P | Továbbjutás                |
| ----- | ---------------- | - | -- | - | - | -- | -- | --- | - | -------------------------- |
| 1.    | Magyarország (R) | 3 | 2  | 1 | 0 | 35 | 19 | +16 | 5 | Továbbjut a negyeddöntőbe  |
| 2.    | Olaszország      | 3 | 2  | 1 | 0 | 40 | 23 | +17 | 5 | Továbbjut a nyolcaddöntőbe |
| 3.    | Ausztrália       | 3 | 1  | 0 | 2 | 19 | 36 | −17 | 2 | Továbbjut a nyolcaddöntőbe |
| 4.    | Franciaország    | 3 | 0  | 0 | 3 | 26 | 42 | −16 | 0 |                            |

1. 1 2  Ausztrália elleni gólkülönbségeik: Magyarország +10 gk., Olaszország +8 gk.

| 2017. július 17. 12:10 | Franciaország        | 9–18        | Olaszország | Hajós Alfréd Nemzeti Sportuszoda, Budapest Játékvezetők: Vojin Putniković (SRB), Frank Ohme (GER) |
| 2017. július 17. 12:10 | (2–5, 4–3, 1–7, 2–3) |             |             | Hajós Alfréd Nemzeti Sportuszoda, Budapest Játékvezetők: Vojin Putniković (SRB), Frank Ohme (GER) |
| 2017. július 17. 12:10 | Crousillat 3         | Jegyzőkönyv | Di Fulvio 5 | Hajós Alfréd Nemzeti Sportuszoda, Budapest Játékvezetők: Vojin Putniković (SRB), Frank Ohme (GER) |

| 2017. július 17. 20:10 | Ausztrália           | 3–13        | Magyarország | Hajós Alfréd Nemzeti Sportuszoda, Budapest Játékvezetők: Andrej Franulović (CRO), Steven Rotsart (USA) |
| 2017. július 17. 20:10 | (1–1, 1–4, 1–2, 0–6) |             |              | Hajós Alfréd Nemzeti Sportuszoda, Budapest Játékvezetők: Andrej Franulović (CRO), Steven Rotsart (USA) |
| 2017. július 17. 20:10 | három játékos 1      | Jegyzőkönyv | Varga 4      | Hajós Alfréd Nemzeti Sportuszoda, Budapest Játékvezetők: Andrej Franulović (CRO), Steven Rotsart (USA) |

| 2017. július 19. 9:30 | Franciaország        | 10–11       | Ausztrália        | Hajós Alfréd Nemzeti Sportuszoda, Budapest Játékvezetők: Vojin Putniković (SRB), Andrej Franulović (CRO) |
| 2017. július 19. 9:30 | (5–4, 1–2, 1–3, 3–2) |             |                   | Hajós Alfréd Nemzeti Sportuszoda, Budapest Játékvezetők: Vojin Putniković (SRB), Andrej Franulović (CRO) |
| 2017. július 19. 9:30 | Crousillat 3         | Jegyzőkönyv | Hollis, Younger 3 | Hajós Alfréd Nemzeti Sportuszoda, Budapest Játékvezetők: Vojin Putniković (SRB), Andrej Franulović (CRO) |

| 2017. július 19. 20:10 | Magyarország         | 9–9         | Olaszország | Hajós Alfréd Nemzeti Sportuszoda, Budapest Játékvezetők: Szergej Naumov (RUS), Matan Schwartz (ISR) |
| 2017. július 19. 20:10 | (4–4, 2–1, 1–3, 2–1) |             |             | Hajós Alfréd Nemzeti Sportuszoda, Budapest Játékvezetők: Szergej Naumov (RUS), Matan Schwartz (ISR) |
| 2017. július 19. 20:10 | Varga, Vámos 3       | Jegyzőkönyv | Renzuto 3   | Hajós Alfréd Nemzeti Sportuszoda, Budapest Játékvezetők: Szergej Naumov (RUS), Matan Schwartz (ISR) |

| 2017. július 21. 20:10 | Franciaország        | 7–13        | Magyarország | Hajós Alfréd Nemzeti Sportuszoda, Budapest Játékvezetők: Radoslaw Koryzna (POL), Szergej Naumov (RUS) |
| 2017. július 21. 20:10 | (1–6, 3–2, 1–3, 2–2) |             |              | Hajós Alfréd Nemzeti Sportuszoda, Budapest Játékvezetők: Radoslaw Koryzna (POL), Szergej Naumov (RUS) |
| 2017. július 21. 20:10 | Marzouki 4           | Jegyzőkönyv | Vámos 4      | Hajós Alfréd Nemzeti Sportuszoda, Budapest Játékvezetők: Radoslaw Koryzna (POL), Szergej Naumov (RUS) |

| 2017. július 21. 21:30 | Ausztrália           | 5–13        | Olaszország         | Hajós Alfréd Nemzeti Sportuszoda, Budapest Játékvezetők: Francesc Buch (ESP), Stanko Ivanovski (MNE) |
| 2017. július 21. 21:30 | (2–5, 0–3, 3–2, 0–3) |             |                     | Hajós Alfréd Nemzeti Sportuszoda, Budapest Játékvezetők: Francesc Buch (ESP), Stanko Ivanovski (MNE) |
| 2017. július 21. 21:30 | öt játékos 1         | Jegyzőkönyv | Figlioli, Bodegas 3 | Hajós Alfréd Nemzeti Sportuszoda, Budapest Játékvezetők: Francesc Buch (ESP), Stanko Ivanovski (MNE) |

### C csoport
| Hely. | Csapat                  | M | Gy | D | V | G+ | G– | Gk  | P | Továbbjutás                |
| ----- | ----------------------- | - | -- | - | - | -- | -- | --- | - | -------------------------- |
| 1.    | Szerbia                 | 3 | 3  | 0 | 0 | 43 | 16 | +27 | 6 | Továbbjut a negyeddöntőbe  |
| 2.    | Görögország             | 3 | 2  | 0 | 1 | 32 | 20 | +12 | 4 | Továbbjut a nyolcaddöntőbe |
| 3.    | Spanyolország           | 3 | 1  | 0 | 2 | 28 | 23 | +5  | 2 | Továbbjut a nyolcaddöntőbe |
| 4.    | Dél-afrikai Köztársaság | 3 | 0  | 0 | 3 | 11 | 55 | −44 | 0 |                            |

| 2017. július 17. 13:30 | Spanyolország        | 7–8         | Görögország              | Hajós Alfréd Nemzeti Sportuszoda, Budapest Játékvezetők: Radoslaw Koryzna (POL), Molnár Péter (HUN) |
| 2017. július 17. 13:30 | (1–3, 2–2, 1–1, 3–2) |             |                          | Hajós Alfréd Nemzeti Sportuszoda, Budapest Játékvezetők: Radoslaw Koryzna (POL), Molnár Péter (HUN) |
| 2017. július 17. 13:30 | Mallarach 2          | Jegyzőkönyv | Fundúlisz, Vlahópulosz 2 | Hajós Alfréd Nemzeti Sportuszoda, Budapest Játékvezetők: Radoslaw Koryzna (POL), Molnár Péter (HUN) |

| 2017. július 17. 17:30 | Szerbia              | 21–5        | Dél-afrikai Köztársaság | Hajós Alfréd Nemzeti Sportuszoda, Budapest Játékvezetők: Michael Brooks (NZL), Nader Ghafouri (IRI) |
| 2017. július 17. 17:30 | (6–1, 7–1, 5–1, 3–2) |             |                         | Hajós Alfréd Nemzeti Sportuszoda, Budapest Játékvezetők: Michael Brooks (NZL), Nader Ghafouri (IRI) |
| 2017. július 17. 17:30 | három játékos 3      | Jegyzőkönyv | Le Roux 2               | Hajós Alfréd Nemzeti Sportuszoda, Budapest Játékvezetők: Michael Brooks (NZL), Nader Ghafouri (IRI) |

| 2017. július 19. 10:50 | Dél-afrikai Köztársaság | 2–18        | Görögország | Hajós Alfréd Nemzeti Sportuszoda, Budapest Játékvezetők: Molnár Péter (HUN), Maged El Shamy (EGY) |
| 2017. július 19. 10:50 | (0–5, 2–3, 0–5, 0–5)    |             |             | Hajós Alfréd Nemzeti Sportuszoda, Budapest Játékvezetők: Molnár Péter (HUN), Maged El Shamy (EGY) |
| 2017. július 19. 10:50 | Molyneux, le Roux 1     | Jegyzőkönyv | Fundúlisz 6 | Hajós Alfréd Nemzeti Sportuszoda, Budapest Játékvezetők: Molnár Péter (HUN), Maged El Shamy (EGY) |

| 2017. július 19. 12:10 | Spanyolország        | 5–11        | Szerbia         | Hajós Alfréd Nemzeti Sportuszoda, Budapest Játékvezetők: Adrian Alexandrescu (ROU), Mikhail Dykman (CAN) |
| 2017. július 19. 12:10 | (1–3, 0–2, 2–3, 2–3) |             |                 | Hajós Alfréd Nemzeti Sportuszoda, Budapest Játékvezetők: Adrian Alexandrescu (ROU), Mikhail Dykman (CAN) |
| 2017. július 19. 12:10 | Bustos Sanchez 2     | Jegyzőkönyv | három játékos 2 | Hajós Alfréd Nemzeti Sportuszoda, Budapest Játékvezetők: Adrian Alexandrescu (ROU), Mikhail Dykman (CAN) |

| 2017. július 21. 9:30 | Spanyolország        | 16–4        | Dél-afrikai Köztársaság | Hajós Alfréd Nemzeti Sportuszoda, Budapest Játékvezetők: Ni Sivej (CHN), Michael Brooks (NZL) |
| 2017. július 21. 9:30 | (3–2, 1–0, 6–1, 6–1) |             |                         | Hajós Alfréd Nemzeti Sportuszoda, Budapest Játékvezetők: Ni Sivej (CHN), Michael Brooks (NZL) |
| 2017. július 21. 9:30 | három játékos 3      | Jegyzőkönyv | négy játékos 1          | Hajós Alfréd Nemzeti Sportuszoda, Budapest Játékvezetők: Ni Sivej (CHN), Michael Brooks (NZL) |

| 2017. július 21. 10:50 | Szerbia              | 11–6        | Görögország           | Hajós Alfréd Nemzeti Sportuszoda, Budapest Játékvezetők: Molnár Péter (HUN), Frank Ohme (GER) |
| 2017. július 21. 10:50 | (2–1, 3–3, 3–0, 3–2) |             |                       | Hajós Alfréd Nemzeti Sportuszoda, Budapest Játékvezetők: Molnár Péter (HUN), Frank Ohme (GER) |
| 2017. július 21. 10:50 | Filipović 3          | Jegyzőkönyv | Delakasz, Fundúlisz 2 | Hajós Alfréd Nemzeti Sportuszoda, Budapest Játékvezetők: Molnár Péter (HUN), Frank Ohme (GER) |

### D csoport
| Hely. | Csapat           | M | Gy | D | V | G+ | G– | Gk  | P | Továbbjutás                |
| ----- | ---------------- | - | -- | - | - | -- | -- | --- | - | -------------------------- |
| 1.    | Horvátország     | 3 | 3  | 0 | 0 | 38 | 21 | +17 | 6 | Továbbjut a negyeddöntőbe  |
| 2.    | Oroszország      | 3 | 1  | 0 | 2 | 34 | 32 | +2  | 2 | Továbbjut a nyolcaddöntőbe |
| 3.    | Japán            | 3 | 1  | 0 | 2 | 29 | 38 | −9  | 2 | Továbbjut a nyolcaddöntőbe |
| 4.    | Egyesült Államok | 3 | 1  | 0 | 2 | 28 | 38 | −10 | 2 |                            |

| 2017. július 17. 18:50 | Egyesült Államok     | 7–12        | Horvátország     | Hajós Alfréd Nemzeti Sportuszoda, Budapest Játékvezetők: Adrian Alexandrescu (ROU), Alessandro Severo (ITA) |
| 2017. július 17. 18:50 | (1–3, 2–4, 1–3, 3–2) |             |                  | Hajós Alfréd Nemzeti Sportuszoda, Budapest Játékvezetők: Adrian Alexandrescu (ROU), Alessandro Severo (ITA) |
| 2017. július 17. 18:50 | Bowen, Cupido 2      | Jegyzőkönyv | García, Lončar 4 | Hajós Alfréd Nemzeti Sportuszoda, Budapest Játékvezetők: Adrian Alexandrescu (ROU), Alessandro Severo (ITA) |

| 2017. július 17. 21:30 | Japán                | 8–15        | Oroszország    | Hajós Alfréd Nemzeti Sportuszoda, Budapest Játékvezetők: Daniel Flahive (AUS), Stanko Ivanovski (MNE) |
| 2017. július 17. 21:30 | (1–5, 2–3, 2–3, 3–4) |             |                | Hajós Alfréd Nemzeti Sportuszoda, Budapest Játékvezetők: Daniel Flahive (AUS), Stanko Ivanovski (MNE) |
| 2017. július 17. 21:30 | három játékos 2      | Jegyzőkönyv | négy játékos 3 | Hajós Alfréd Nemzeti Sportuszoda, Budapest Játékvezetők: Daniel Flahive (AUS), Stanko Ivanovski (MNE) |

| 2017. július 19. 13:30 | Oroszország          | 8–10        | Horvátország | Hajós Alfréd Nemzeti Sportuszoda, Budapest Játékvezetők: Radoslaw Koryzna (POL), Frank Ohme (GER) |
| 2017. július 19. 13:30 | (3–1, 3–3, 1–4, 1–2) |             |              | Hajós Alfréd Nemzeti Sportuszoda, Budapest Játékvezetők: Radoslaw Koryzna (POL), Frank Ohme (GER) |
| 2017. július 19. 13:30 | Liszunov 2           | Jegyzőkönyv | Joković 4    | Hajós Alfréd Nemzeti Sportuszoda, Budapest Játékvezetők: Radoslaw Koryzna (POL), Frank Ohme (GER) |

| 2017. július 19. 17:30 | Egyesült Államok     | 7–15        | Japán    | Hajós Alfréd Nemzeti Sportuszoda, Budapest Játékvezetők: Daniel Flahive (AUS), Benjamin Mercier (FRA) |
| 2017. július 19. 17:30 | (2–1, 2–5, 2–4, 1–5) |             |          | Hajós Alfréd Nemzeti Sportuszoda, Budapest Játékvezetők: Daniel Flahive (AUS), Benjamin Mercier (FRA) |
| 2017. július 19. 17:30 | Dunstan, Hallock 2   | Jegyzőkönyv | Adacsi 7 | Hajós Alfréd Nemzeti Sportuszoda, Budapest Játékvezetők: Daniel Flahive (AUS), Benjamin Mercier (FRA) |

| 2017. július 21. 12:10 | Egyesült Államok     | 14–11       | Oroszország    | Hajós Alfréd Nemzeti Sportuszoda, Budapest Játékvezetők: Alessandro Severo (ITA), Matan Schwartz (ISR) |
| 2017. július 21. 12:10 | (6–1, 3–5, 3–1, 2–4) |             |                | Hajós Alfréd Nemzeti Sportuszoda, Budapest Játékvezetők: Alessandro Severo (ITA), Matan Schwartz (ISR) |
| 2017. július 21. 12:10 | Bowen, Cupido 4      | Jegyzőkönyv | négy játékos 2 | Hajós Alfréd Nemzeti Sportuszoda, Budapest Játékvezetők: Alessandro Severo (ITA), Matan Schwartz (ISR) |

| 2017. július 21. 13:30 | Japán                | 6–16        | Horvátország   | Hajós Alfréd Nemzeti Sportuszoda, Budapest Játékvezetők: Daniel Flahive (AUS), Benjamin Mercier (FRA) |
| 2017. július 21. 13:30 | (1–5, 3–5, 1–4, 1–2) |             |                | Hajós Alfréd Nemzeti Sportuszoda, Budapest Játékvezetők: Daniel Flahive (AUS), Benjamin Mercier (FRA) |
| 2017. július 21. 13:30 | Arai 2               | Jegyzőkönyv | négy játékos 3 | Hajós Alfréd Nemzeti Sportuszoda, Budapest Játékvezetők: Daniel Flahive (AUS), Benjamin Mercier (FRA) |

## Egyenes kieséses szakasz
|  |               |               |               |            |              |              |              |              |              |              |              |           |               |               |               |            |       |       |
|  | Nyolcaddöntők | Nyolcaddöntők | Nyolcaddöntők |            |              | Negyeddöntők | Negyeddöntők | Negyeddöntők |              |              | Elődöntők    | Elődöntők | Elődöntők     |               |               | Döntő      | Döntő | Döntő |
|  | Nyolcaddöntők | Nyolcaddöntők | Nyolcaddöntők |            |              | Negyeddöntők | Negyeddöntők | Negyeddöntők |              |              | Elődöntők    | Elődöntők | Elődöntők     |               |               | Döntő      | Döntő | Döntő |
|  | július 23.    | július 23.    | július 23.    | július 25. | július 25.   | július 25.   |              |              |              |              |              |           |               |               |               |            |       |       |
|  | július 23.    | július 23.    | július 23.    | július 25. | július 25.   | július 25.   |              |              |              |              |              |           |               |               |               |            |       |       |
|  | C2            | Görögország   | 14            | A1         | Montenegró   | 7            |              |              |              |              |              |           |               |               |               |            |       |       |
|  | C2            | Görögország   | 14            | A1         | Montenegró   | 7            | július 27.   |              |              |              |              |           |               |               |               |            |       |       |
|  | D3            | Japán         | 4             |            |              |              | Görögország  | 12           |              |              |              |           |               |               |               |            |       |       |
|  | D3            | Japán         | 4             |            |              |              | Görögország  | 12           |              | Görögország  | Görögország  | 5         |               |               |               |            |       |       |
|  | július 23.    | július 23.    | július 23.    | július 25. | július 25.   | július 25.   |              |              |              | Görögország  | Görögország  | 5         |               |               |               |            |       |       |
|  | július 23.    | július 23.    | július 23.    | július 25. | július 25.   | július 25.   |              |              | Magyarország | Magyarország | 7            |           |               |               |               |            |       |       |
|  | C3            | Spanyolország | 10            | B1         | Magyarország | 14           |              |              | Magyarország | Magyarország | 7            |           |               |               |               |            |       |       |
|  | C3            | Spanyolország | 10            | B1         | Magyarország | 14           |              | július 29.   |              |              |              |           |               |               |               |            |       |       |
|  | D2            | Oroszország   | 11            |            |              |              | Oroszország  | 5            |              |              |              |           |               |               |               |            |       |       |
|  | D2            | Oroszország   | 11            |            |              |              | Oroszország  | 5            |              | Magyarország | Magyarország | 6         |               |               |               |            |       |       |
|  | július 23.    | július 23.    | július 23.    | július 25. | július 25.   | július 25.   |              |              |              | Magyarország | Magyarország | 6         |               |               |               |            |       |       |
|  | július 23.    | július 23.    | július 23.    | július 25. | július 25.   | július 25.   |              |              | Horvátország | Horvátország | 8            |           |               |               |               |            |       |       |
|  | A2            | Brazília      | 3             | C1         | Szerbia      | 15           |              |              |              | Horvátország | 8            |           |               |               |               |            |       |       |
|  | A2            | Brazília      | 3             | C1         | Szerbia      | 15           | július 27.   |              |              |              |              |           |               |               |               |            |       |       |
|  | B3            | Ausztrália    | 8             |            |              |              | Ausztrália   | 5            |              |              |              |           |               |               |               |            |       |       |
|  | B3            | Ausztrália    | 8             |            |              |              | Ausztrália   | 5            |              | Szerbia      | Szerbia      | 11        | Bronzmérkőzés | Bronzmérkőzés | Bronzmérkőzés |            |       |       |
|  | július 23.    | július 23.    | július 23.    | július 25. | július 25.   | július 25.   |              |              |              | Szerbia      | Szerbia      | 11        | Bronzmérkőzés | Bronzmérkőzés | Bronzmérkőzés |            |       |       |
|  | július 23.    | július 23.    | július 23.    | július 25. | július 25.   | július 25.   |              |              | Horvátország | Horvátország | 12           |           |               | július 29.    | július 29.    | július 29. |       |       |
|  | A3            | Kazahsztán    | 7             | D1         | Horvátország | 12           |              |              | Horvátország | Horvátország | 12           |           |               | július 29.    | július 29.    | július 29. |       |       |
|  | A3            | Kazahsztán    | 7             | D1         | Horvátország | 12           |              |              |              |              |              |           |               | Görögország   | Görögország   | 8          |       |       |
|  | B2            | Olaszország   | 12            |            |              |              | Olaszország  | 9            |              |              |              |           |               | Görögország   | Görögország   | 8          |       |       |
|  | B2            | Olaszország   | 12            |            |              |              | Olaszország  | 9            |              | Szerbia      | Szerbia      | 11        |               |               |               |            |       |       |
|  |               |               |               |            |              |              |              |              |              | Szerbia      | Szerbia      | 11        |               |               |               |            |       |       |

### Nyolcaddöntők
| 2017. július 23. 13:30 | Brazília             | 3–8         | Ausztrália | Hajós Alfréd Nemzeti Sportuszoda, Budapest Játékvezetők: Georgiosz Sztavridisz (GRE), Andrej Franulović (CRO) |
| 2017. július 23. 13:30 | (2–2, 0–2, 1–2, 0–2) |             |            | Hajós Alfréd Nemzeti Sportuszoda, Budapest Játékvezetők: Georgiosz Sztavridisz (GRE), Andrej Franulović (CRO) |
| 2017. július 23. 13:30 | G. Guimarães 2       | Jegyzőkönyv | Kayes 3    | Hajós Alfréd Nemzeti Sportuszoda, Budapest Játékvezetők: Georgiosz Sztavridisz (GRE), Andrej Franulović (CRO) |

| 2017. július 23. 15:00 | Kazahsztán           | 7–12        | Olaszország         | Hajós Alfréd Nemzeti Sportuszoda, Budapest Játékvezetők: Molnár Péter (HUN), Nader Ghafouri (IRI) |
| 2017. július 23. 15:00 | (1–3, 1–2, 1–4, 4–3) |             |                     | Hajós Alfréd Nemzeti Sportuszoda, Budapest Játékvezetők: Molnár Péter (HUN), Nader Ghafouri (IRI) |
| 2017. július 23. 15:00 | Sakenov 3            | Jegyzőkönyv | Mirarchi, Renzuto 3 | Hajós Alfréd Nemzeti Sportuszoda, Budapest Játékvezetők: Molnár Péter (HUN), Nader Ghafouri (IRI) |

| 2017. július 23. 20:30 | Görögország          | 14–4        | Japán    | Hajós Alfréd Nemzeti Sportuszoda, Budapest Játékvezetők: Frank Ohme (GER), Steven Rotsart (USA) |
| 2017. július 23. 20:30 | (5–2, 5–0, 2–2, 2–0) |             |          | Hajós Alfréd Nemzeti Sportuszoda, Budapest Játékvezetők: Frank Ohme (GER), Steven Rotsart (USA) |
| 2017. július 23. 20:30 | Fundúlisz 4          | Jegyzőkönyv | Adacsi 2 | Hajós Alfréd Nemzeti Sportuszoda, Budapest Játékvezetők: Frank Ohme (GER), Steven Rotsart (USA) |

| 2017. július 23. 22:00 | Spanyolország        | 10–11       | Oroszország          | Hajós Alfréd Nemzeti Sportuszoda, Budapest Játékvezetők: Adrian Alexandrescu (ROU), Vojin Putniković (SRB) |
| 2017. július 23. 22:00 | (2–3, 2–4, 3–3, 3–1) |             |                      | Hajós Alfréd Nemzeti Sportuszoda, Budapest Játékvezetők: Adrian Alexandrescu (ROU), Vojin Putniković (SRB) |
| 2017. július 23. 22:00 | Tahull 4             | Jegyzőkönyv | Liszunov, Merkulov 3 | Hajós Alfréd Nemzeti Sportuszoda, Budapest Játékvezetők: Adrian Alexandrescu (ROU), Vojin Putniković (SRB) |

### Negyeddöntők
| 2017. július 25. 14:50 | Montenegró           | 7–12        | Görögország | Hajós Alfréd Nemzeti Sportuszoda, Budapest Játékvezetők: Adrian Alexandrescu (ROU), Daniel Flahive (AUS) |
| 2017. július 25. 14:50 | (0–1, 2–5, 1–4, 4–2) |             |             | Hajós Alfréd Nemzeti Sportuszoda, Budapest Játékvezetők: Adrian Alexandrescu (ROU), Daniel Flahive (AUS) |
| 2017. július 25. 14:50 | Radović 2            | Jegyzőkönyv | Fundúlisz 4 | Hajós Alfréd Nemzeti Sportuszoda, Budapest Játékvezetők: Adrian Alexandrescu (ROU), Daniel Flahive (AUS) |

| 2017. július 25. 20:30 | Magyarország         | 14–5        | Oroszország | Hajós Alfréd Nemzeti Sportuszoda, Budapest Játékvezetők: Alessandro Severo (ITA), Francesc Buch (ESP) |
| 2017. július 25. 20:30 | (5–0, 3–1, 3–3, 3–1) |             |             | Hajós Alfréd Nemzeti Sportuszoda, Budapest Játékvezetők: Alessandro Severo (ITA), Francesc Buch (ESP) |
| 2017. július 25. 20:30 | Hosnyánszky, Varga 4 | Jegyzőkönyv | Bugajcsuk 2 | Hajós Alfréd Nemzeti Sportuszoda, Budapest Játékvezetők: Alessandro Severo (ITA), Francesc Buch (ESP) |

| 2017. július 25. 16:10 | Szerbia              | 15–5        | Ausztrália   | Hajós Alfréd Nemzeti Sportuszoda, Budapest Játékvezetők: Szergej Naumov (RUS), Frank Ohme (GER) |
| 2017. július 25. 16:10 | (4–1, 4–2, 4–2, 3–0) |             |              | Hajós Alfréd Nemzeti Sportuszoda, Budapest Játékvezetők: Szergej Naumov (RUS), Frank Ohme (GER) |
| 2017. július 25. 16:10 | Filipović 3          | Jegyzőkönyv | öt játékos 1 | Hajós Alfréd Nemzeti Sportuszoda, Budapest Játékvezetők: Szergej Naumov (RUS), Frank Ohme (GER) |

| 2017. július 25. 22:00 | Horvátország         | 12–9        | Olaszország | Hajós Alfréd Nemzeti Sportuszoda, Budapest Játékvezetők: Georgiosz Sztavridisz (GRE), Matan Schwartz (ISR) |
| 2017. július 25. 22:00 | (3–2, 2–3, 3–1, 4–3) |             |             | Hajós Alfréd Nemzeti Sportuszoda, Budapest Játékvezetők: Georgiosz Sztavridisz (GRE), Matan Schwartz (ISR) |
| 2017. július 25. 22:00 | García, Sukno 4      | Jegyzőkönyv | Renzuto 3   | Hajós Alfréd Nemzeti Sportuszoda, Budapest Játékvezetők: Georgiosz Sztavridisz (GRE), Matan Schwartz (ISR) |

### A 13–16. helyért
| 2017. július 23. 10:30 | Kanada               | 6–10        | Franciaország          | Hajós Alfréd Nemzeti Sportuszoda, Budapest Játékvezetők: Stanko Ivanovski (MNE), Matan Schwartz (ISR) |
| 2017. július 23. 10:30 | (4–3, 1–2, 1–2, 0–3) |             |                        | Hajós Alfréd Nemzeti Sportuszoda, Budapest Játékvezetők: Stanko Ivanovski (MNE), Matan Schwartz (ISR) |
| 2017. július 23. 10:30 | Thumwood 2           | Jegyzőkönyv | Crousillat, Marzouki 3 | Hajós Alfréd Nemzeti Sportuszoda, Budapest Játékvezetők: Stanko Ivanovski (MNE), Matan Schwartz (ISR) |

| 2017. július 23. 12:00 | Dél-afrikai Köztársaság | 4–13        | Egyesült Államok | Hajós Alfréd Nemzeti Sportuszoda, Budapest Játékvezetők: Radoslaw Koryzna (POL), Maged El Shamy (EGY) |
| 2017. július 23. 12:00 | (0–1, 3–6, 1–3, 0–3)    |             |                  | Hajós Alfréd Nemzeti Sportuszoda, Budapest Játékvezetők: Radoslaw Koryzna (POL), Maged El Shamy (EGY) |
| 2017. július 23. 12:00 | négy játékos 1          | Jegyzőkönyv | Irving, Obert 3  | Hajós Alfréd Nemzeti Sportuszoda, Budapest Játékvezetők: Radoslaw Koryzna (POL), Maged El Shamy (EGY) |

### A 9–12. helyért
| 2017. július 25. 12:10 | Brazília             | 7–9         | Japán    | Hajós Alfréd Nemzeti Sportuszoda, Budapest Játékvezetők: Diana Dutilh-Dumas (NED), Radoslaw Koryzna (POL) |
| 2017. július 25. 12:10 | (1–3, 3–4, 1–1, 2–1) |             |          | Hajós Alfréd Nemzeti Sportuszoda, Budapest Játékvezetők: Diana Dutilh-Dumas (NED), Radoslaw Koryzna (POL) |
| 2017. július 25. 12:10 | Coutinho, Freitas 2  | Jegyzőkönyv | Adacsi 3 | Hajós Alfréd Nemzeti Sportuszoda, Budapest Játékvezetők: Diana Dutilh-Dumas (NED), Radoslaw Koryzna (POL) |

| 2017. július 25. 13:30 | Kazahsztán           | 6–18        | Spanyolország | Hajós Alfréd Nemzeti Sportuszoda, Budapest Játékvezetők: Mikhail Dykman (CAN), Stanko Ivanovski (MNE) |
| 2017. július 25. 13:30 | (0–4, 1–5, 1–3, 4–6) |             |               | Hajós Alfréd Nemzeti Sportuszoda, Budapest Játékvezetők: Mikhail Dykman (CAN), Stanko Ivanovski (MNE) |
| 2017. július 25. 13:30 | Shakenov 4           | Jegyzőkönyv | Barroso 5     | Hajós Alfréd Nemzeti Sportuszoda, Budapest Játékvezetők: Mikhail Dykman (CAN), Stanko Ivanovski (MNE) |

### Az 5–8. helyért
| 2017. július 27. 13:30 | Montenegró           | 9–8         | Oroszország          | Hajós Alfréd Nemzeti Sportuszoda, Budapest Játékvezetők: Georgiosz Sztavridisz (GRE), Radoslaw Koryzna (POL) |
| 2017. július 27. 13:30 | (1–1, 4–2, 2–4, 2–1) |             |                      | Hajós Alfréd Nemzeti Sportuszoda, Budapest Játékvezetők: Georgiosz Sztavridisz (GRE), Radoslaw Koryzna (POL) |
| 2017. július 27. 13:30 | Dr. Brguljan 4       | Jegyzőkönyv | Liszunov, Merkulov 2 | Hajós Alfréd Nemzeti Sportuszoda, Budapest Játékvezetők: Georgiosz Sztavridisz (GRE), Radoslaw Koryzna (POL) |

| 2017. július 27. 15:00 | Ausztrália           | 4–8         | Olaszország           | Hajós Alfréd Nemzeti Sportuszoda, Budapest Játékvezetők: Molnár Péter (HUN), Vojin Putniković (SRB) |
| 2017. július 27. 15:00 | (2–4, 2–2, 0–0, 0–2) |             |                       | Hajós Alfréd Nemzeti Sportuszoda, Budapest Játékvezetők: Molnár Péter (HUN), Vojin Putniković (SRB) |
| 2017. július 27. 15:00 | Hollis 2             | Jegyzőkönyv | Figlioli, Di Fulvio 2 | Hajós Alfréd Nemzeti Sportuszoda, Budapest Játékvezetők: Molnár Péter (HUN), Vojin Putniković (SRB) |

### Elődöntők
| 2017. július 27. 20:30 | Görögország          | 5–7         | Magyarország         | Hajós Alfréd Nemzeti Sportuszoda, Budapest Játékvezetők: Szergej Naumov (RUS), Francesc Buch (ESP) |
| 2017. július 27. 20:30 | (1–2, 3–3, 0–1, 1–1) |             |                      | Hajós Alfréd Nemzeti Sportuszoda, Budapest Játékvezetők: Szergej Naumov (RUS), Francesc Buch (ESP) |
| 2017. július 27. 20:30 | Jenidúniasz 3        | Jegyzőkönyv | Hosnyánszky, Vámos 2 | Hajós Alfréd Nemzeti Sportuszoda, Budapest Játékvezetők: Szergej Naumov (RUS), Francesc Buch (ESP) |

| 2017. július 27. 22:00 | Szerbia              | 11–12       | Horvátország     | Hajós Alfréd Nemzeti Sportuszoda, Budapest Játékvezetők: Steven Rotsart (USA), Adrian Alexandrescu (ROU) |
| 2017. július 27. 22:00 | (1–1, 4–4, 4–4, 2–3) |             |                  | Hajós Alfréd Nemzeti Sportuszoda, Budapest Játékvezetők: Steven Rotsart (USA), Adrian Alexandrescu (ROU) |
| 2017. július 27. 22:00 | Prlainović 6         | Jegyzőkönyv | Joković, Sukno 3 | Hajós Alfréd Nemzeti Sportuszoda, Budapest Játékvezetők: Steven Rotsart (USA), Adrian Alexandrescu (ROU) |

### A 15. helyért
| 2017. július 25. 9:30 | Kanada               | 9–6         | Dél-afrikai Köztársaság | Hajós Alfréd Nemzeti Sportuszoda, Budapest Játékvezetők: Diego Garibaldi (ARG), Michael Brooks (NZL) |
| 2017. július 25. 9:30 | (1–2, 4–1, 2–1, 2–2) |             |                         | Hajós Alfréd Nemzeti Sportuszoda, Budapest Játékvezetők: Diego Garibaldi (ARG), Michael Brooks (NZL) |
| 2017. július 25. 9:30 | Constantin-Bicari 5  | Jegyzőkönyv | le Roux 2               | Hajós Alfréd Nemzeti Sportuszoda, Budapest Játékvezetők: Diego Garibaldi (ARG), Michael Brooks (NZL) |

### A 13. helyért
| 2017. július 25. 10:50 | Franciaország          | 8–11        | Egyesült Államok | Hajós Alfréd Nemzeti Sportuszoda, Budapest Játékvezetők: Molnár Péter (HUN), Viktor Salnichenko (KAZ) |
| 2017. július 25. 10:50 | (1–0, 2–3, 3–4, 2–4)   |             |                  | Hajós Alfréd Nemzeti Sportuszoda, Budapest Játékvezetők: Molnár Péter (HUN), Viktor Salnichenko (KAZ) |
| 2017. július 25. 10:50 | Crousillat, Marzouki 2 | Jegyzőkönyv | Cupido 3         | Hajós Alfréd Nemzeti Sportuszoda, Budapest Játékvezetők: Molnár Péter (HUN), Viktor Salnichenko (KAZ) |

### A 11. helyért
| 2017. július 27. 10:30 | Brazília             | 5–9         | Kazahsztán           | Hajós Alfréd Nemzeti Sportuszoda, Budapest Játékvezetők: Andrej Franulović (CRO), Nader Ghafouri (IRI) |
| 2017. július 27. 10:30 | (1–4, 2–2, 0–1, 2–2) |             |                      | Hajós Alfréd Nemzeti Sportuszoda, Budapest Játékvezetők: Andrej Franulović (CRO), Nader Ghafouri (IRI) |
| 2017. július 27. 10:30 | Coutinho 2           | Jegyzőkönyv | Shakenov, Ukumanov 2 | Hajós Alfréd Nemzeti Sportuszoda, Budapest Játékvezetők: Andrej Franulović (CRO), Nader Ghafouri (IRI) |

### A 9. helyért
| 2017. július 27. 12:00 | Japán                | 11–13       | Spanyolország | Hajós Alfréd Nemzeti Sportuszoda, Budapest Játékvezetők: Stanko Ivanovski (MNE), Viktor Salnichenko (KAZ) |
| 2017. július 27. 12:00 | (2–1, 4–6, 3–4, 2–2) |             |               | Hajós Alfréd Nemzeti Sportuszoda, Budapest Játékvezetők: Stanko Ivanovski (MNE), Viktor Salnichenko (KAZ) |
| 2017. július 27. 12:00 | Adacsi, Okava 3      | Jegyzőkönyv | Español 5     | Hajós Alfréd Nemzeti Sportuszoda, Budapest Játékvezetők: Stanko Ivanovski (MNE), Viktor Salnichenko (KAZ) |

### A 7. helyért
| 2017. július 29. 12:00 | Oroszország          | 7–10        | Ausztrália | Hajós Alfréd Nemzeti Sportuszoda, Budapest Játékvezetők: Stanko Ivanovski (MNE), Frank Ohme (GER) |
| 2017. július 29. 12:00 | (3–4, 2–2, 1–3, 1–1) |             |            | Hajós Alfréd Nemzeti Sportuszoda, Budapest Játékvezetők: Stanko Ivanovski (MNE), Frank Ohme (GER) |
| 2017. július 29. 12:00 | Kholod 3             | Jegyzőkönyv | Younger 2  | Hajós Alfréd Nemzeti Sportuszoda, Budapest Játékvezetők: Stanko Ivanovski (MNE), Frank Ohme (GER) |

### Az 5. helyért
| 2017. július 29. 13:30 | Montenegró           | 5–4         | Olaszország | Hajós Alfréd Nemzeti Sportuszoda, Budapest Játékvezetők: Georgios Stavridis (GRE), Francesc Buch (ESP) |
| 2017. július 29. 13:30 | (1–1, 1–1, 3–2, 0–0) |             |             | Hajós Alfréd Nemzeti Sportuszoda, Budapest Játékvezetők: Georgios Stavridis (GRE), Francesc Buch (ESP) |
| 2017. július 29. 13:30 | Dr. Brguljan 3       | Jegyzőkönyv | Mirarchi 2  | Hajós Alfréd Nemzeti Sportuszoda, Budapest Játékvezetők: Georgios Stavridis (GRE), Francesc Buch (ESP) |

### Bronzmérkőzés
| 2017. július 29. 15:00 | Görögország          | 8–11        | Szerbia                     | Hajós Alfréd Nemzeti Sportuszoda, Budapest Játékvezetők: Szergej Naumov (RUS), Benjamin Mercier (FRA) |
| 2017. július 29. 15:00 | (3–5, 1–2, 3–3, 1–1) |             |                             | Hajós Alfréd Nemzeti Sportuszoda, Budapest Játékvezetők: Szergej Naumov (RUS), Benjamin Mercier (FRA) |
| 2017. július 29. 15:00 | Fundúlisz 3          | Jegyzőkönyv | D. Pijetlović, Ranđelović 2 | Hajós Alfréd Nemzeti Sportuszoda, Budapest Játékvezetők: Szergej Naumov (RUS), Benjamin Mercier (FRA) |

### Döntő
| 2017. július 29. 20:30 | Magyarország         | 6–8         | Horvátország | Hajós Alfréd Nemzeti Sportuszoda, Budapest Játékvezetők: Adrian Alexandrescu (ROU), Alessandro Severo (ITA) |
| 2017. július 29. 20:30 | (0–4, 2–0, 2–2, 2–2) |             |              | Hajós Alfréd Nemzeti Sportuszoda, Budapest Játékvezetők: Adrian Alexandrescu (ROU), Alessandro Severo (ITA) |
| 2017. július 29. 20:30 | Vámos 3              | Jegyzőkönyv | Sukno 3      | Hajós Alfréd Nemzeti Sportuszoda, Budapest Játékvezetők: Adrian Alexandrescu (ROU), Alessandro Severo (ITA) |

| A 2017-es férfi vízilabda-világbajnokság győztese |
| ------------------------------------------------- |
| · Horvátország · 2. cím                           |

## Végeredmény
| Helyezés  | Csapat                  |
| --------- | ----------------------- |
| Aranyérem | Horvátország            |
| Ezüstérem | Magyarország            |
| Bronzérem | Szerbia                 |
| 4.        | Görögország             |
|           |                         |
| 5.        | Montenegró              |
| 6.        | Olaszország             |
| 7.        | Ausztrália              |
| 8.        | Oroszország             |
|           |                         |
| 9.        | Spanyolország           |
| 10.       | Japán                   |
| 11.       | Kazahsztán              |
| 12.       | Brazília                |
|           |                         |
| 13.       | Egyesült Államok        |
| 14.       | Franciaország           |
| 15.       | Kanada                  |
| 16.       | Dél-afrikai Köztársaság |

## Díjak
A világbajnokság után a következő díjakat osztották ki:
| Gólkirály - Jánisz Fundúlisz – 24 gól Legértékesebb játékos (FINA) - Vámos Márton Legjobb kapus (FINA) - Nagy Viktor | Média All-Star csapat - Nagy Viktor – kapus - Francesco Di Fulvio - Jánisz Fundúlisz - Andrija Prlainović - Luka Lončar - Sandro Sukno - Vámos Márton |